# NGC 1770
NGC 1770 是剑鱼座的一個星系。苏格兰天文学家詹姆士·丹露帕于1826年8月3日发现。距离地球约158000光年。

## 参考资料

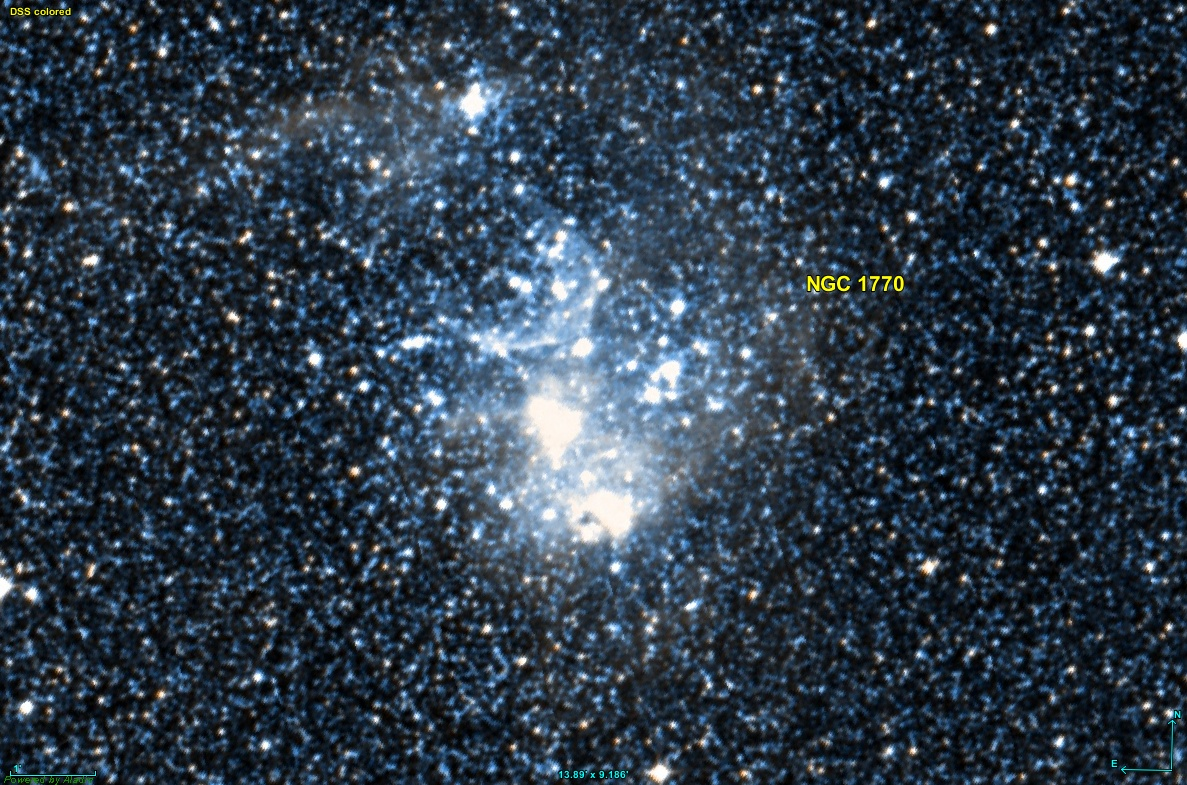
NGC 1770 DSS